# خرمن‌جیک (گوینوجک)
خرمن‌جیک (به ترکی استانبولی: Harmancık) یک منطقهٔ مسکونی در ترکیه است که در گوینوجک واقع شده‌است.